# Lorck
Lorck, auch Lorichs, ist ein norddeutscher und dänischer Familienname.
Der erste urkundlich erwähnte Namensträger war der Stadtvogt, Ratsherr und königliche Steuereintreiber in Flensburg Thomas Lorck, der 1531 starb. Im Jahr 1500 wurde er, Stammvater der bedeutenden Flensburger Patrizierfamilie, in den Plöner Zollrechnungen als Kaufmann von Hadersleben bezeichnet. Er war der Vater von acht Kindern, darunter der Kaufmann Balthasar († 1589), der Diplomat Andreas und Anna Lorck, seine Nachfolgerin als königlicher Steuereintreiber. Der bekannteste Sohn war der Künstler Melchior Lorck (* 1526/1527; † 1583), der vor allem als Grafiker bekannt wurde.
Der Sohn Balthasars Thomas Lorck († 1634) gilt als Stammvater der schwedischen Linie der Familie, dort wurde der Name zu „Lorichs“. Ein bekannter Vertreter dieser Familie war Josias Lorck (1723–1785), der als Pastor und Bibelsammler in Christianshavn lebte. Seine rund 5000 Bibeln wurden von seinen Neffen Christian Andersen und Thomas Lorenzen nach Deutschland gebracht und bildeten hier den Grundstock der Stuttgarter Landesbibliothek (heute Württembergische Landesbibliothek).
Maria Lorck (1574 – 1658), eine Tochter von Balthasar, war durch ihre drei Töchter aus zwei Ehen Vorfahrin von Matthias Claudius, Johannes Brahms und Theodor Storm.
I. Jürgen Vette:
Anna (Matthias Claudius)
II. Hans Lange:
Margarethe (Johannes Brahms), Brigitta (Theodor Storm)

## Namensträger
- Andreas Lorck (um 1530–1584), deutscher Diplomat und Abenteurer
- Carl Lorck (Maler) (1829–1882), norwegischer Genremaler der Düsseldorfer Schule
- Carl von Lorck (1892–1975), deutscher Jurist und Kunsthistoriker
- Carl Berendt Lorck (1814–1905), dänisch-deutscher Buchdrucker und Verleger
- Etienne Lorck (1860–1933), deutscher Romanist
- Josias Lorck (1723–1785), deutscher Pastor
- Lorenz Hansen Lorck (1743–1805), deutscher Kaufmann
- Melchior Lorck (um 1527–nach 1594), deutscher Kupferstecher, Zeichner und Maler